# Carolina Noeding

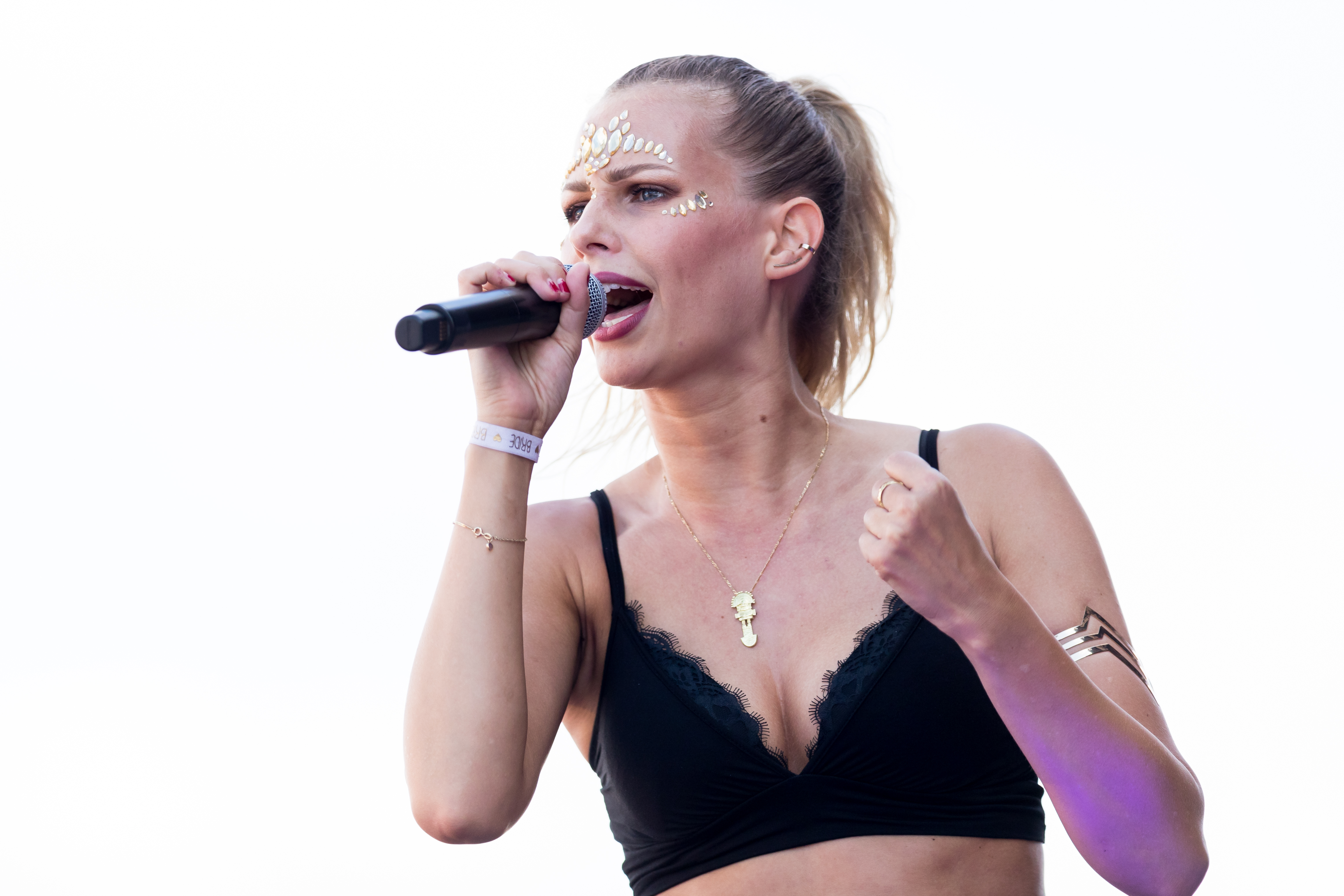
Carolina Noeding (2022)

Carolina Peukmann (* 26. Juli 1991 in Hannover als Caroline Noeding), früher auch Carolina Noeding, ist eine deutsche Schönheitskönigin, Schauspielerin, Partyschlagersängerin sowie die Miss Germany 2013.

## Leben
Noeding verbrachte ihre Kindheit in Hannover als Kind südamerikanischer Eltern (Mutter Kolumbianerin, Vater Peruaner) und sprach bis zu ihrem 5. Lebensjahr nur spanisch, anschließend wuchs sie zweisprachig auf. Ihr Vater Karl-Heinz Noeding war Chefarzt der Gynäkologie am Klinikum Großburgwedel. Ihr Abitur legte sie 2010 am Gymnasium Großburgwedel ab und begann danach ein Lehramtsstudium für die Fächer Mathematik und Spanisch an der Gottfried Wilhelm Leibniz Universität Hannover, das sie nach ihrer Wahl für ein Jahr unterbrechen musste.
Nach ihrer Wahl zur Miss Niedersachsen am 5. Januar 2013 in der Ernst-August-Galerie in Hannover wurde sie während eines Fluges von Frankfurt am Main nach Fuerteventura von den Passagieren auch zur Miss Condor 2013 gewählt. Am 23. Februar 2013 gewann sie im Europa-Park Rust die Wahl zur Miss Germany 2013 und löste damit Isi Glück ab. Hierauf stand sie erstmals beim Teleshoppingsender pearl.tv vor der Kamera.
Später warf sie der Miss Germany Corporation vor, sie um Gagen betrogen zu haben. Sie klagte vor dem Landgericht Oldenburg auf Einsichtnahme in das für sie angelegte Treuhandkonto und gewann den Prozess. Da ihr nur geschwärzte Unterlagen vorgelegt wurden, wurde eine Zwangsvollstreckung eingeleitet. Das Unternehmen führte dafür Datenschutzgründe an und schlug die Einsichtnahme durch einen Wirtschaftsprüfer vor. Noeding lehnte dies ab und verfolgte die Angelegenheit nicht weiter.
Im Fernsehen war Noeding u. a. in der RTL-Show Die Pool Champions – Promis unter Wasser zu sehen, bei der sie in der zweiten Sendung ausschied. Seit 2016 spielt sie die Rolle der Julia „Jule“ Reuter (geb. Klaasen) in der RTL-II-Seifenoper Köln 50667.
2016 änderte Carolina ihren Namen, laut eigenen Angaben aus triftigen Gründen von Caroline auf Carolina ab, allerdings verwenden (fast) alle älteren Presseberichte über sie aus ihrer Zeit als Miss Germany den Vornamen Caroline.
Ihre erste Single Inselkind erschien im April 2019. Im Januar 2020 folgte Ihre zweite Single Alles egal. In diesem Musikvideo sind auch Ihre Köln 50667-Kollegen Christoph Oberheide, Daniel Peukmann, Danny Liedtke und Jil Hentschel zu sehen.
Noeding war fünf Jahre mit dem Partysänger Lorenz Büffel liiert. Das Paar trennte sich im September 2019. Seit September 2019 war Noeding mit dem Köln 50667-Darsteller Daniel Peukmann liiert. Am 28. Juli 2022 heirateten die beiden.

## Filmographie
- 2013: Die Pool Champions – Promis unter Wasser (Fernsehserie)
- 2016–2023: Köln 50667 (Fernsehserie)

## Diskografie Singles
- 2019: Inselkind
- 2020: Alles egal
- 2020: Unsere Zeit
- 2021: Jung, Laut & Frei
- 2022: Magnet
- 2022: Ich verballer heut mein Geld
- 2023: Malle Ladies (mit DJ Aaron)
- 2023: Aladin (mit Bierkapitän & DJ Aaron)
- 2023: Alles steif (Papagei) (mit DJ Cashi, Andy Luxx)
- 2023: Autoscootergefühl (mit Axel Fischer)
- 2023: Blau unter'm Baum
- 2024: No No, Kein Radler
- 2024: Shots
- 2024: Auf Ex (@ Sheeran)
- 2024: Wunderland (mit Der Zipfelbube)
- 2024: Malle Magie
- 2024: Wenn es ein Lied wär
- 2024: Wenn mein Herz nicht mehr schlägt
- 2025: Guten Morgen, Frau Schneider! (mit DJ Aaron)
- 2025: Spielplatz (mit DJ Aaron)
- 2025: Alkoholiker

Gastbeiträge
- 2019: Mallorca Allstars (Isi Glück, Ikke Hüftgold, Almklausi, Lorenz Büffel, Carolina & Honk!) – Eine Liebe
- 2020: DJ Herzbeat Feat. Carolina – Elektrisiert
- 2022: Mallorca Allstars (Isi Glück, Ikke Hüftgold, Carolina, HONK!, Stefan Stürmer, Julian Benz, Matty Valentino, Kreisligalegende, Matusa, Malin Brown, DJ Biene, DJ One Ear & DJ Robin) – Nichts auf der Welt